# Loredana Boboc
Loredana Boboc (n. 12 mai 1984, București, România) este o gimnastă română, laureată cu aur olimpic la Sydney 2000. 

## Carieră
A început gimnastica la București. În anul 1999 a câștigat medalia de aur cu echipa României la Campionatale Mondiale de la Tianjin. În anul următor ei au obținut locul trei la Campionatale Europene de la Paris, și vara a câștigat medalia de aur la Jocurile Olimpice de la Sydney. La Campionatale Mondiale din 2001 de la Gent Loredana Boboc a devenit din nou campioană mondială.